# Mestre de Parement de Narbonne
O Mestre do Parement de Narbonne, muitas vezes apenas chamado de Mestre do Parement (pano decorado utilizado nos altares), foi um artista de identidade desconhecida que trabalhou na França no final do século XIV e começo do século XV. Pertence o período do (Gótico Internacional). Deve esse nome ao Parement de Narbonne, um grande pano decorativo retangular em seda encontrado na Catedral de Narbonne e que está agora no Louvre, em Paris. A obra segue a tradição de Jean Pucelle. Acredita-se que tenha sido o artista  Jean d'Orléans.
O Parement of Narbonne é feito em tinta preta sobre seda, com efeito grisaille. Inclui cenas da Paixão de Cristo bem como de sua Ressurreição. O então rei Carlos V de França e sua rainha, Joana de Bourbon são mostrados de joelhos dos dois lados da cena de Crucificação no centro. Isso sugere que a obra foi encomendada entre 1364 (data de sua ascensão ao trono) e 1378 (morte da rainha). É também possível que tenha sido encomendado para uso no período da Quaresma, quando os altares são cobertos por panos.